# Janusz Chmielowski
Janusz Chmielowski (* 9. leden 1878, Varšava, dnes Polsko † 26. květen 1968 Katovice ). Polský strojní inženýr, matematik, zaměstnanec technických (hutních) a pojišťoven, vědecký redaktor technických vydavatelství. Byl jeden z předních polských horolezců. Byl hlavní iniciátor a spoluzakladatel první polské tatranské organizace - Sekcije Turystyczna Towarzystwa Tatrzańskiego (Turistické sekce Tatranského spolku).
Jeden z nejuznávanějších tatranských horolezců, autor prvního polského horolezeckého průvodce. Provedl mnohé horolezecké prvovýstupy na tatranské vrcholky. Byl první, který v roce 1905 v zimních podmínkách, spolu s Karlem Jordánom a vůdci Klimekom Bachledom, Janem Franzem a Pavlem Spitzkopfem, vystoupil na Gerlachovský štít.

## Životopis
Janusz Chmielowski absolvoval studia strojního inženýrství na Polytechnice v Rize v Darmstadtu a v roce 1906 ukončil studia matematiky ve Lvově. V letech 1906 - 1908 vyučoval na střední škole ve Lvově, poté pracoval v technických a pojišťovacích společnostech ve Vilniusu a Petrohradě . V roce 1923 se vrátil do Polska.
Od roku 1924 pracoval v Horním Slezsku, pak v hutním průmyslu v Katovicích až do vypuknutí druhé světové války . V letech 1939 - 1944 pracoval ve varšavské firmě zabývající se obchodováním s železářským zbožím. V roce 1944 byl vězněn v německých táborech. V březnu 1945 se vrátil do Katovic. V hutním průmyslu pracoval do roku 1950. Poté, v letech 1950 - 1965, byl redaktorem vědeckých a technických vydavatelství a redaktorem časopisu Hutník. Pracoval do 87 roku svého života.

## Tatranské aktivity
Na prvním výletu do Vysokých Tater byl s rodiči jako devítiletý na Mořském oku v roce 1887. S horolezeckými túrami začínal jako 14letý v roce 1892 prvovýstupm na Mały Kozi Wierch ( slovensky Malý Kozí vrch Nejintenzivněji se horolezectví věnoval, když jeho rodiče žili v Zakopaném (do roku 1903 ) a během studia a pracovních povinností ve Lvově (do roku 1908). Do Tater se vracel v pravidelných intervalech až do roku 1958, kdy jako 80letý byl na poslední túře na hřebeni Kościelca.
V roce 1911 udělal prvovýstup ze západní strany na Zamarłu Turniu (spolu s Zdzisław Kleszczyńskim a Mieczysław Świerżom ).
Do první světové války společníky na jeho horolezeckých túrách byli mimo jiné horští vůdci Jędrzej Wala mladší, Jan Bachleda Tajber, od 1894 Klemens Bachleda, potom Jędrzej Marusarz Jarząbek a mnozí jiní uherští a polští horolezci.
Bez horských vůdců spolu s mnoha přáteli horolezci udělal mnohé prvovýstupy na tatranské štíty. Například v roce 1903 na Ostrý štít. Udělal prvovýstupy mnohé štíty, kromě jiných v roce 1895 na Zadný Gerlach, v roce 1898 Poslednú věž, v roce 1902 Orlu Basztu a Rumanov štít, v roce 1904 na Druhý Mnich, Kačací štít, Strapatú věž a Kozí štít, v roce 1905 na Malé Rysy, Velký žabí štít a Kostolík, v roce 1907 na Žabí mnich, v roce 1908 na Žabiu Lalku.
V letech 1892 - 1927 vylezl v tatranských stěnách mnoho nových cest od Svinice po Jahňací štít. Jeho posledním byl prvovýstup jižním žebrem na Voliu věž. Do dějin tatranského zimního horolezectví se zapsal spolu se svými přáteli prvovýstupem na Gerlachovský štít v lednu 1905 ( Krčmárovým žlabem). Zejména v letech 1900 - 1914, ale i později, patřil mezi přední tatranských horolezce a znalce hor. Vedle Tyta Chałubińskeho psali o něm jako "Králi Tater". Navštívil i Alpy. V roce 1907 lezl v Dolomitech a na Wilder Kaiser, v roce 1913 - ve skupině na Mont Blanc.

## Publicistika
V letech 1900–1931 uveřejnil mnohé články v horolezeckého prostředí ve Vysokých Tatrách a v Alpách. Popsal nové horolezecké cesty, vzpomínky na tatranské a alpské túry. Zabýval se odbornými tatranskými tématy, věnoval se klasifikaci tatranských horolezeckých cest, dějinám horolezectví, napsal několik větších biografií o lidech, kteří byli svázáni s Tatrami, například o Klemensi Bachledovi, Leopoldovi Świerżovi, Kazimierzovi Przerwa-Tetmajerovi.
Zajímal se o fotografování hor. Jeho fotografie a reportáže byly publikovány v mnoha polských i zahraničních časopisech. Byl autorem horolezeckého průvodce Przewodnik po Tatrach ( 1907 - 1912 ). Přispěl do mnoha turistických průvodců, které byly vydány v maďarském a německém jazyce.